# Chiesa di San Domenico (Orzinuovi)
La chiesa di San Domenico è una chiesa di Orzinuovi, in provincia di Brescia. Costruita durante il Cinquecento, è oggi utilizzata come cappella dell'annesso ospedale Mellino Mellini. Contiene una tela del Moretto e una di Grazio Cossali.

## Storia
La chiesa e l'annesso convento vengono costruiti a partire dal 1499 grazie al supporto finanziario di Zaccaria Trevisano, arciprete di Orzinuovi dal 1486 e qui morto nel 1546. Nel 1565 la chiesa viene arricchita dal piccolo campanile ancora esistente. Tra il 1771 e il 1797 il convento viene trasformato in ospedale pubblico e, da allora, più volte restaurato per assolvere alle nuove funzioni. Il centro ospedaliero è ancora oggi attivo e l'adiacente chiesa di San Domenico è utilizzata come cappella della struttura.

## Opere
La chiesa conserva una pala del Moretto raffigurante la Madonna in trono col Bambino tra i santi Domenico, Giuseppe, Vincenzo Ferrer, Lucia e un committente e una tela di Grazio Cossali.